# Подстрекательство Гудрун
«Подстрекательство Гудрун» (исл. Guðrúnarhvöt) — одно из сказаний древнескандинавского «Королевского кодекса» (XIII век), входящее в состав «Старшей Эдды». Его причисляют к «песням о героях». «Подстрекательство» является частью цикла о Гудрун, главная героиня здесь выступает в качестве мстительницы. Поэма тесно связано с «Речами Хамдира».

## Сюжет
«Подстрекательство Гудрун» представляет собой поэму с прозаическим зачином. Оно относится к циклу сказаний о Нибелунгах. Главная героиня здесь — Гудрун, которая, убив своего мужа, конунга гуннов Атли, пытается утопиться в море. Волны выбрасывают её на берег, и она становится женой конунга Йонакра. В этом браке рождаются сыновья Сёрли, Эрп и Хамдир. Дочь Гудрун от Сигурда Сванхильд становится женой конунга готов Ёрмунрекка. Её казнят из-за подозрений в супружеской неверности, и Гудрун «речью суровой» подталкивает сыновей к мести. Они уезжают, причём Хамдир предсказывает, что матери придётся справлять по ним тризну.
Проводив сыновей, Гудрун садится перед воротами и, рыдая, рассказывает о своём прошлом (на её монолог приходится большая часть текста). Она вспоминает, как братья убили её первого мужа Сигурда, как второй муж убил обоих (Гуннара бросили в змеиный ров, Хёгни вырезали сердце), как она ради мести обезглавила своих сыновей от Атли и как, наконец, потеряла своего любимого ребёнка Сванхильд, чьи волосы «втоптаны в грязь копытами конскими».
Из других сказаний известно, что предсказание Хамдира сбылось: Гудрун потеряла всех своих детей.

## Оценки
По жанру «Подстрекательство» близко к героической элегии, так как в основном это воспоминание, оформленное как монолог центрального персонажа. В начале поэмы описывается та же ситуация, что и в «Речах Хамдира», причём есть и текстуальные совпадения. Речь может идти как о заимствовании из «Речей», так и об использовании авторами двух поэм одного и того же источника.
Исследователи, как правило, считают «Подстрекательство Гудрун» довольно поздним произведением. При этом Роза Целлер, исходя из того, как Гудрун проявляет своё горе в разных поэмах, предположила, что «Подстрекательство» — древнейшее из сказаний об этой героине, и увидела в нём влияние немецкой и датской баллады, немецкого духовного плача. По мнению Яна де Фриса, «Подстрекательство» — самая поздняя из частей цикла, написанная на основе первой и второй «Песней о Гудрун», «Поездки Брюнхильд в Хель» и «Второй песни о Хельги Убийце Хундинга». «Речи Хамдира», основанные в том числе на готских сказаниях, — одна из древнейших поэм в составе «Старшей Эдды».